# 鹿石

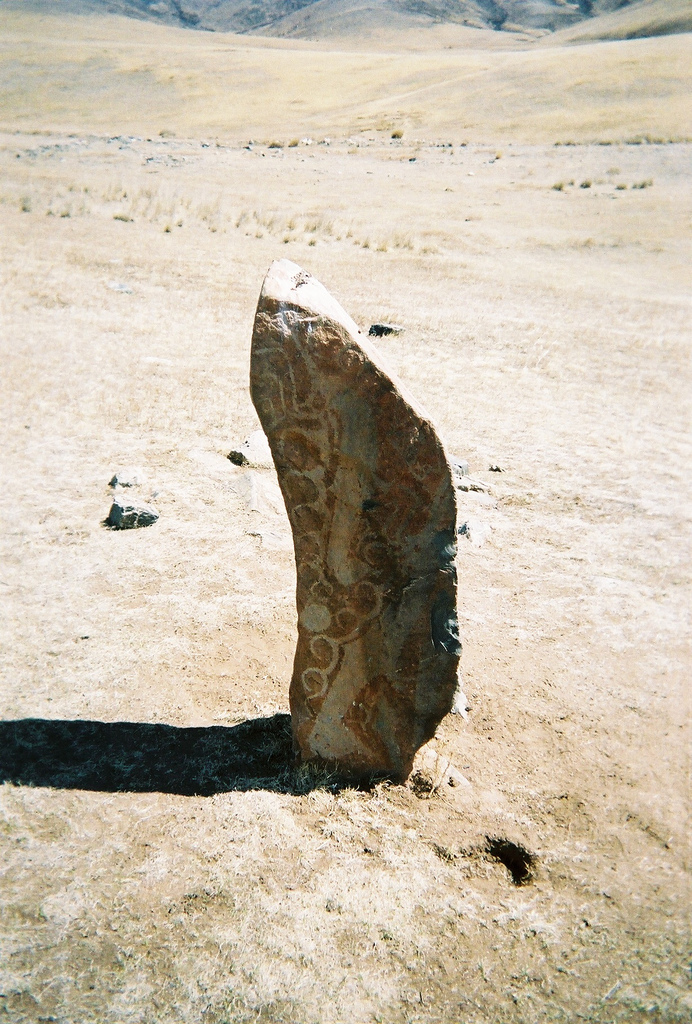
モンゴルの鹿石

鹿石（しかいし、英語: deer stone, stag stone）とは、古代の巨石記念物の一種。様々な刻印が彫られた柱。名前は、飛翔する鹿の模様が主に象られていることに由来する。
世界中で見られるが、特にシベリア、モンゴル圏の遺跡に集中している。中央アジアと南シベリアで900か所以上で発見されている。成立の背景や造られた目的については、様々な意見、憶測がある。

## 構造
花崗岩やen:Greenstone (archaeology)を主な素材としている。これらの素材は鹿石が出土する遺跡の周囲から豊富に採掘できる。
鹿石の高さには多様性があり高いものから低いものまで様々である。最長のものは3フィートであるとされているが、中には15フィート近い高さの鹿石もある。鹿石の柱の頂点は、円形であるか、もしくは破砕されており、平坦である。故意に柱の先端を砕かれている可能性もある。鹿石は概ね、顔が東を向くかのように見えるように、東向きになっている。
概ね、ほとんどの鹿石の彫刻は、石が建てられる前にすでに彫られていた。だがいくつかの鹿石は、設置された位置や方角を意識して彫刻されている気配がみられる。
高さおよそ1〜3mで、ヘレクスルと共に出土することが多い。鹿の他にも、弓矢、盾、ナイフなどの模様が刻まれていることがある。これらの装身具の模様はカラスク文化特有のものである。さらに、鹿の模様は前期スキタイ文化によく見られる動物模様とされ、これらの要素から紀元前10〜6世紀に作られたと推定される。鹿石の周辺には直径２～３メートルのストーンサークルが存在し、そこからはヘレクスル同様に儀式の供物として捧げられたとみられる馬の頭蓋骨、頚椎、蹄が出土している。
V.V.Volkovが30年かけて調査したことによると、鹿石は3つのタイプに大別される。

## 世界遺産
鹿石を含むオーシギン・ウブリーン遺跡（Uushigiin Övör、フブスグル県）など4件の青銅器時代後期の考古遺跡が、2023年にUNESCOの世界遺産リストに登録された。

### 登録基準
この世界遺産は世界遺産登録基準のうち、以下の条件を満たし、登録された（以下の基準は世界遺産センター公表の登録基準からの翻訳、引用である）。
- (1) 人類の創造的才能を表現する傑作。
- (3) 現存するまたは消滅した文化的伝統または文明の、唯一のまたは少なくとも稀な証拠。